# جورج بوئن
جورج بوئن (انگلیسی: George Bowen; ۱۳ ژوئیهٔ ۱۸۷۵) بازیکن فوتبال اهل بریتانیا بود.
از باشگاه‌هایی که در آن بازی کرده‌است می‌توان به باشگاه فوتبال ولورهمپتون واندررز، باشگاه فوتبال پورت ویل، باشگاه فوتبال لیورپول، و باشگاه فوتبال ولورهمپتون واندررز اشاره کرد.